# Exobasidium caucasicum
Exobasidium caucasicum ist eine Pilz-Art der Familie der Nacktbasidienverwandten (Exobasidiaceae) aus der Unterabteilung Ustilaginomycotina. Sie ist ein Endoparasit von Rhododendron aureum. Symptome des Befalls durch den Pilz sind eine Chlorose und eine Verformung der Blätter der Wirtspflanzen. Die Pilzart ist in weiten Teilen Eurasiens verbreitet.

## Merkmale

### Makroskopische Merkmale
Exobasidium caucasicum ist mit bloßem Auge zunächst nicht zu erkennen. Symptome des Befalls sind eine rötliche Chlorose und rippenartige Verformungen der Blätter, die zudem stark vergrößert sind.

### Mikroskopische Merkmale
Das Myzel von Exobasidium caucasicum wächst wie bei allen Nacktbasidien interzellulär und bildet Saugfäden, die in das Speichergewebe des Wirtes wachsen. Die zwei- bis viersporigen, 13–35 × 5–12 µm großen Basidien sind lang, unseptiert und zylindrisch bis keulenförmig. Sie wachsen direkt aus der Wirtsepidermis oder aus Spaltöffnungen. Die elliptischen bis eiförmigen Sporen sind hyalin und 11–19 × 3–6 µm groß. Zunächst sind sie unseptiert, reif besitzen sie ein bis zwei Septen. Die Konidien sind hyalin, spindel- bis tränenförmig und 3–7 × 1–2 μm groß.

## Verbreitung
Das bekannte Verbreitungsgebiet von Exobasidum caucasicum erstreckt sich von Kaukasus bis nach Japan.

## Ökologie
Die Wirtspflanze von Exobasidium caucasicum ist Rhododendron aureum. Der Pilz ernährt sich von den im Speichergewebe der Pflanzen vorhandenen Nährstoffen, seine Basidien brechen später durch die Blattoberfläche und setzen Sporen frei. Diese keimen, nachdem sie auf geeignetes Substrat gefallen sind, zu Keimschläuchen und Konidien, aus denen sich dann neues Myzel entwickelt.